# Philippe Martinez

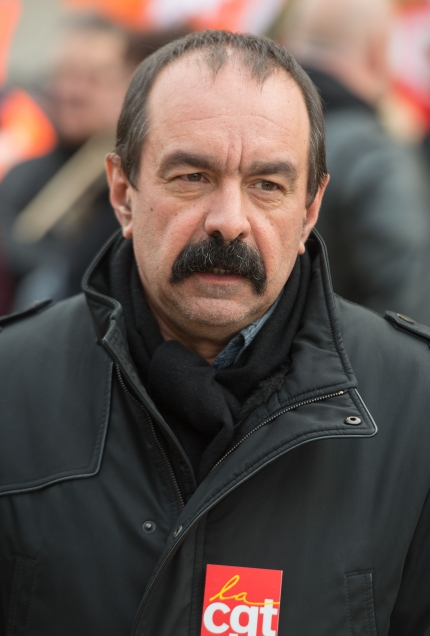
Philippe Martinez

Philippe Martinez (* 1. April 1961 in Suresnes in der westlichen Banlieue von Paris) ist ein französischer Gewerkschafter und war vom 3. Februar 2015 bis 31. März 2023 Generalsekretär der Gewerkschaft Confédération générale du travail (CGT). Als seine Nachfolgerin wurde Sophie Binet gewählt.

## Leben
Martinez ist ein Sohn spanischer Einwanderer. Seine Schulzeit verbrachte er in Rueil-Malmaison.
Er wurde Technicien de la métallurgie (etwa: Metallurgie-Techniker) und arbeitete ab 1982 im Renault-Werk in Boulogne-Billancourt. Dort wurde er délégué central der CGT.
Er war lange Zeit Aktivist in der Kommunistischen Partei Frankreichs; 2002 trat er aus der Partei aus.
Im Februar 2008 wurde er zum Generalsekretär der Fédération des travailleurs de la métallurgie (FTM-CGT) der CGT, der drittgrößten Teilgewerkschaft der CGT mit damals 60.000 Mitgliedern.
2013 wurde er in die commission exécutive der CGT gewählt.
Im Januar 2015 zeichnete sich ab, dass er Nachfolger von Thierry Lepaon werden würde; bis dahin war er in der breiten Öffentlichkeit wenig bekannt.
Im Mai 2016 führte die CGT einen Streik durch, mit dem offenbar der Rückzug eines Gesetzentwurfs zu Arbeitsmarktreformen erzwungen werden sollte. Martinez rief am 24. Mai 2016 zu einer „Generalisierung des Streiks auf, überall, in allen Betrieben“.
2023 fanden in  Frankreich landesweit Streiks wegen der beabsichtigten Erhöhung des Renteneintrittsalters statt.